# Know What I Mean?
Know what I mean? è il 17° album di Julian Cannonball Adderley con il pianista Bill Evans, pubblicato nel 1961 dall'etichetta Riverside Records.

## Tracce
Lato A
1. Waltz for Debby – 5:15 (Bill Evans)
2. Goodbye – 6:15 (Gordon Jenkins)
3. Who Cares? – 5:57 (George Gershwin, Ira Gershwin)
4. Venice – 5:55 (John Lewis)

Durata totale: 23:22
Lato B
1. Toy – 2:55 (Clifford Jordan)
2. Elsa – 5:52 (Earl Zindars)
3. Nancy (With the Laughing Face) – 4:08 (James Van Heusen, Phil Silvers)
4. Know What I Mean? – 4:54 (Bill Evans)

Durata totale: 17:49
CD pubblicato nel 1990 dall'etichetta Original Jazz Classics
1. Waltz for Debby – 5:14 (Bill Evans)
2. Goodbye – 6:15 (Gordon Jenkins)
3. Who Cares? – 5:57 (George Gershwin, Ira Gershwin) – Take 5
4. Who Cares? – 5:55 (George Gershwin, Ira Gershwin) – Take 4
5. Venice – 2:55 (John Lewis)
6. Toy – 5:08 (Clifford Jordan)
7. Elsa – 5:52 (Earl Zindars)
8. Nancy (With the Laughing Face) – 4:07 (James Van Heusen, Phil Silvers)
9. Know What I Mean? – 4:54 (Bill Evans) – Re-Take 7
10. Know What I Mean? – 7:01 (Bill Evans) – Take 12

## Musicisti
Cannonball Adderley Quartet
- Julian Cannonball Adderley - sassofono alto
- Bill Evans - pianoforte
- Percy Heath - contrabbasso
- Conny Kay - batteria